# Reinhold Hoppe
Reinhold Hoppe (1816-1900) was een Duits wiskundige. Hij was hoogleraar wiskunde aan de universiteit van Berlijn. 
Hij was lange tijd hoofdredacteur van het wiskundig tijdschrift Archiv der Mathematik und Physik. In 1874 publiceerde hij na vijf jaar gewacht te hebben in zijn eigen tijdschrift een onvolledig bewijs van het kusgetalprobleem door de Zwitserse wiskundige C. Bender. Hoppe liet zien dat Benders bewijs onjuist was en gaf tevens zijn eigen bewijs. Tot 1994 dacht men dat dit bewijs correct was, maar toen toonde Thomas Hales aan dat ook Hoppes bewijs niet 100% correct was.   

## Voetnoten
1. ↑   Bender had zijn bewijs al in 1869 ingezonden.